# برينت اولبرايت
برينت اولبرايت (بالإنجليزية: Brent Albright)‏ هو مصارع محترف أمريكي، ولد في 28 نوفمبر 1978 في لويزيانا في الولايات المتحدة.

## وصلات خارجية
- برينت اولبرايت على موقع CageMatch worker (الإنجليزية)
- برينت اولبرايت على موقع قاعدة بيانات المصارعة على الإنترنت (الإنجليزية)
- برينت اولبرايت على موقع عالم المصارعة على الإنترنت (الإنجليزية)
- برينت اولبرايت على موقع عالم المصارعة على الإنترنت (الإنجليزية)

- برينت اولبرايت على موقع IMDb (الإنجليزية)
- برينت اولبرايت على موقع قاعدة بيانات الفيلم (الإنجليزية)